# Kuilua apicicornis
Kuilua apicicornis es una especie de coleóptero de la familia Megalopodidae.

## Distribución geográfica
Habita en Gabón.